# Las Varillas
Las Varillas – miasto w Argentynie, w prowincji Córdoba, w departamencie San Justo.
Według danych szacunkowych na rok 2010 miejscowość liczyła 16 238 mieszkańców.